# Vlachovice (Žďár nad Sázavou-i járás)
Vlachovice település Csehországban, a Žďár nad Sázavou-i járásban. Vlachovice Sklené, Tři Studně, Fryšava pod Žákovou horou, Nové Město na Moravě és Lhotka településekkel határos. Lakosainak száma 132 fő (2024. január 1.).

## Népesség
A település lakosságának változását az alábbi diagram mutatja:
| Lakosok száma | 274  | 244  | 226  | 167  | 144  | 120  | 120  | 132  | 137  | 132  |
|               | 1869 | 1890 | 1921 | 1950 | 1980 | 2001 | 2017 | 2019 | 2022 | 2024 |